# Phantia zaitzevi
Phantia zaitzevi är en insektsart som beskrevs av Melichar 1914. Phantia zaitzevi ingår i släktet Phantia och familjen Flatidae. Inga underarter finns listade i Catalogue of Life.